# کارامیفن

کارامیفن (انگلیسی: Caramiphen) نوعی داروی آنتی کولینرژیک بوده و برای درمان بیماری پارکینسون و نیز در ترکیب با داروی فنیل پروپانول آمین برای درمان سرفه و نیز به عنوان ضداحتقان در بیماری هایی مانند سرماخوردگی, رینیت آلرژیک و سینوزیت کاربرد دارد.